# 17954 Гопкінс
17954 Гопкінс (17954 Hopkins) — астероїд головного поясу, відкритий 10 травня 1999 року.
Тіссеранів параметр щодо Юпітера — 3,603.